# Мур, Тафари
Тафари Лалибела Мур (англ. Tafari Lalibela Moore; 5 июля 1997, Брент, Лондон, Великобритания) — английский футболист, защитник клуба «Сент-Олбанс Сити».

## Карьера

### Клубная
Тафари Мур — воспитанник футбольного клуба «Арсенал», в систему которого он попал в возрасте 12 лет. В 16 лет начал играть за резервную команду лондонского клуба. В составе юношеской команды «канониров» принимал участие в Юношеской лиге УЕФА 2013/14 и Юношеской лиге УЕФА 2014/15, проведя 8 матчей.

### В сборной
В 2012—2013 годах Тафари выступал за юношескую сборную Англии до 16 лет, за которую сыграл в 6 матчах. В мае 2014 года он был включён в состав сборной Англии на юношеский чемпионат Европы 2014 в Мальте. На турнире полузащитник провёл четыре из пяти матчей своей команды, пропустив только финальную встречу с Нидерландами, в которой англичане завоевали чемпионский титул в серии пенальти. Мур был включён в символическую сборную чемпионата.

## Достижения
Англия (до 17)
- Чемпион Европы (1): 2014